# Patty Murray

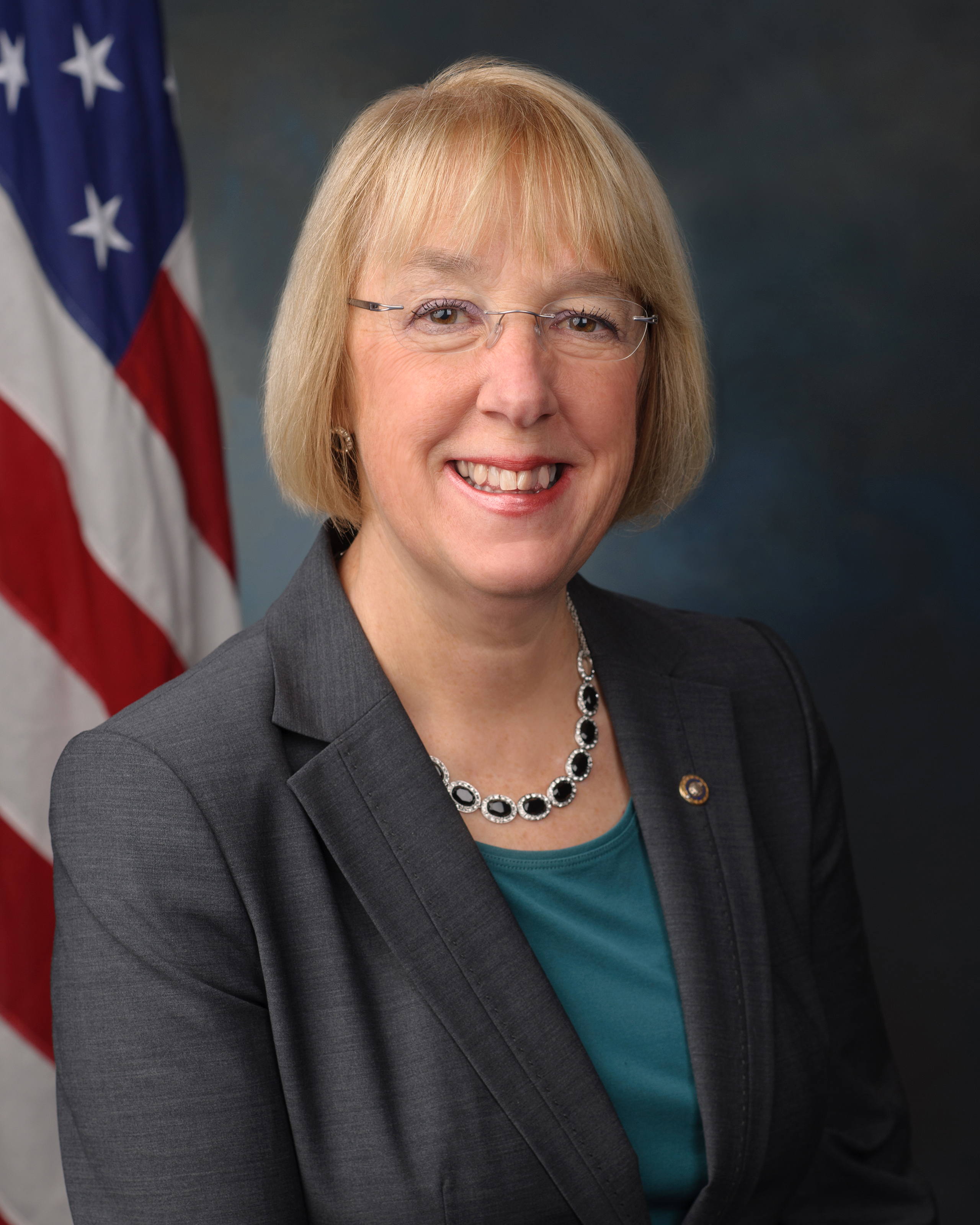
Patty Murray (2013)

Patricia Lynn „Patty“ Murray (* 11. Oktober 1950 in Bothell, Washington) ist eine US-amerikanische Politikerin der Demokratischen Partei und US-Senatorin im Kongress für den Bundesstaat Washington. Am 3. Januar 2023 wurde sie im US-Senat zum „Präsident pro tempore des Senats der Vereinigten Staaten“ gewählt. Sie war damit bis zum 3. Januar 2025 die formell ranghöchste US-Senatorin.

## Leben
Murray wurde 1950 in Bothell als Tochter von Beverly A. McLaughlin und David L. Johns geboren. Nach ihrer Schulausbildung studierte sie Kunst an der Washington State University, wo sie 1972 einen Bachelor erhielt. Danach war sie in einem Kindergarten tätig.
Von 1989 bis 1993 gehörte Patty Murray dem Senat von Washington an; seit 1993 vertritt sie als erste Frau in der Geschichte Washingtons den Bundesstaat im US-Senat. Nachdem ihr 1998 und 2004 relativ mühelos die Wiederwahl geglückt war, sah sie sich bei den Senatswahlen 2010 mit Staatssenator Dino Rossi einem starken republikanischen Konkurrenten gegenüber. Erst nach zweitägiger Auszählung stand Murrays erneuter Sieg mit einem Stimmenanteil von 52 Prozent fest. Während sie den Großteil der Stimmbezirke im Westen des Staates für sich entscheiden konnte, gewann Rossi im kompletten Osten Washingtons.
Am 3. Januar 2011 konnte Murray damit ihre vierte Amtszeit im Senat antreten. An diesem Tag hat sie auch von Daniel Akaka den Vorsitz im Ausschuss für Veteranenangelegenheiten übernommen. Sie ist bzw. war außerdem unter anderem Mitglied im Bewilligungsausschuss und im Haushaltsausschuss. Im Jahr 2016 wurde sie mit 59,1 % der Wählerstimmen wiedergewählt. Auch 2022 wurde sie wiedergewählt.
Patty Murray ist verheiratet und hat zwei Kinder. Sie lebt mit ihrer Familie in Bothell.